# پالایشگاه نفت آبادان

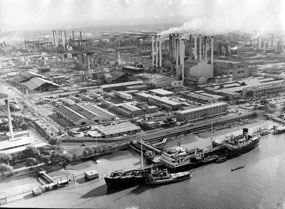
پالایشگاه آبادان

پالایشگاه نفت آبادان یا شرکت پالایش نفت آبادان شرکت دولتی پالایش نفت ایرانی است، که اکنون با ظرفیت پالایش ۵۲۰هزار بشکه در روز، بزرگ‌ترین پالایشگاه نفت ایران به‌شمار می‌رود.
پالایشگاه آبادان در سال ۱۲۹۱ به‌عنوان نخستین پالایشگاه نفت خاورمیانه، توسط شرکت نفت ایران و انگلیس تأسیس شد و در طول سال‌های نخست، خوراک مورد نیاز آن (نفت خام) تنها از میدان نفتی مسجد سلیمان تأمین می‌شد. هم‌اکنون نفت خام مورد نیاز پالایشگاه آبادان به‌طور روزانه توسط شرکت ملی مناطق نفت‌خیز جنوب و از میادین نفتی آغاجاری، دارخوین و اهواز تأمین می‌شود.
این پالایشگاه تنها پالایشگاه نفت ایران است که کماکان به‌صورت دولتی اداره می‌شود و مالکیت آن در اختیار شرکت ملی پالایش و پخش فرآورده‌های نفتی ایران می‌باشد.

## تاریخچه
پس از اکتشاف نفت در شهر مسجد سلیمان در سال ۱۲۸۷ لزوم ایجاد یک پالایشگاه نفت برای این منطقه ضروری بود، به همین دلیل عملیات طراحی و ساخت این پالایشگاه در سال ۱۲۸۸ توسط شرکت نفت ایران و انگلیس آغاز شد و پس از ۳ سال، در سال ۱۲۹۱ این پالایشگاه راه‌اندازی و وارد مدار تولید گردید.

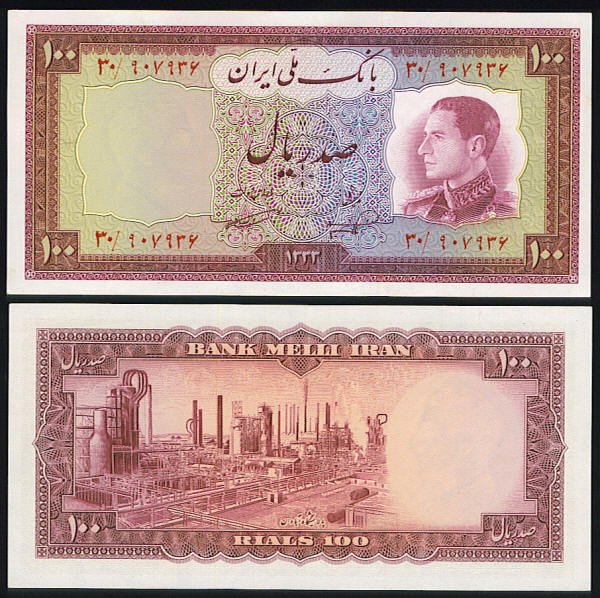
صد ریالی - پشت اسکناس عنوان: پالایشگاه آبادان
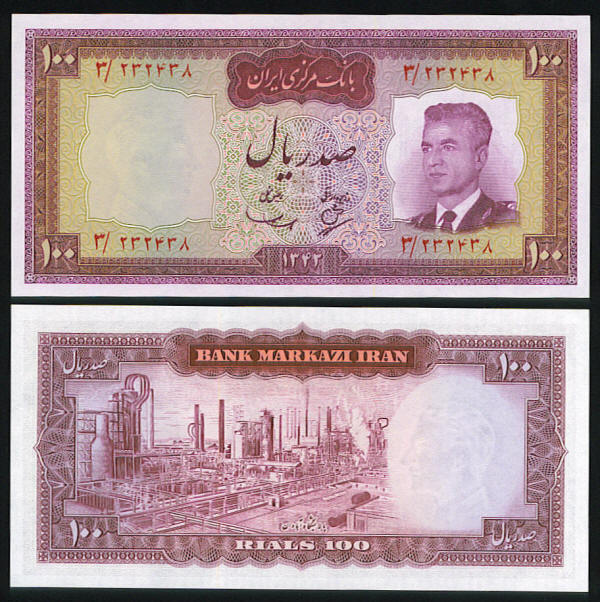
پالایشگاه آبادان پشت اسکناس یکصد ریالی

## ظرفیت پالایش

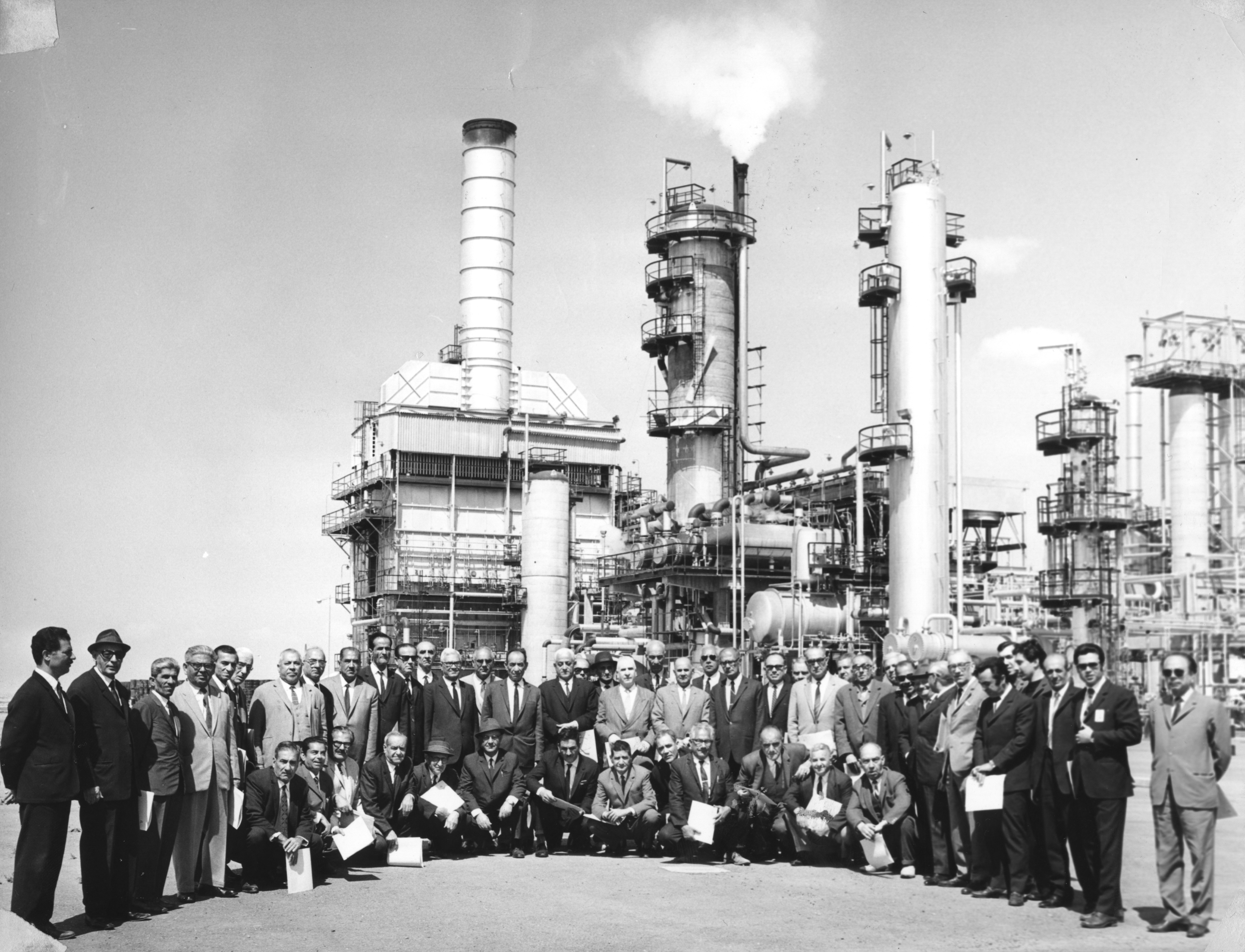
پالایشگاه نفت آبادان در سال ۱۹۵۰ میلادی

توسعه پالایشگاه آبادان از سال ۱۳۱۲ (۱۹۳۲ میلادی) با لغو قرارداد موجود با شرکت نفت ایران و انگلیس و عقد قرارداد جدید نفتی شتاب بیشتری گرفت، نقطه عطف در قرارداد جدید این بود که پیش‌بینی‌های لازم برای آموزش و آماده نمودن ایرانیان برای جانشینی خارجی‌ها بشود، به همین منظور پایه‌های دانشکده نفت آبادان نیز ریخته شد. این دانشکده در سال ۱۳۱۸ دائر و در سال ۱۳۱۹ افتتاح گردید. این پالایشگاه در ابتدا روزانه ۲۵۰۰ بشکه در روز، نفت پالایش می‌کرد. ظرفیت آن تا سال ۱۳۳۰ به ۵۰۰۰ بشکه در روز رسید، که پس از سرمایه‌گذاری شرکت‌های خارجی به ۶۲۸هزار بشکه در روز رسید و بزرگ‌ترین پالایشگاه جهان لقب گرفت. در مرداد ماه ۱۳۹۴ سعید محجوبی رئیس هیئت‌مدیره وقت شرکت پالایش نفت آبادان اعلام کرد پالایشگاه آبادان بیش از ۲۵ درصد از محصولات مورد نیاز بخش پایین‌دستی نفت کشور را تأمین می‌کند.

## جنگ‌های جهانی

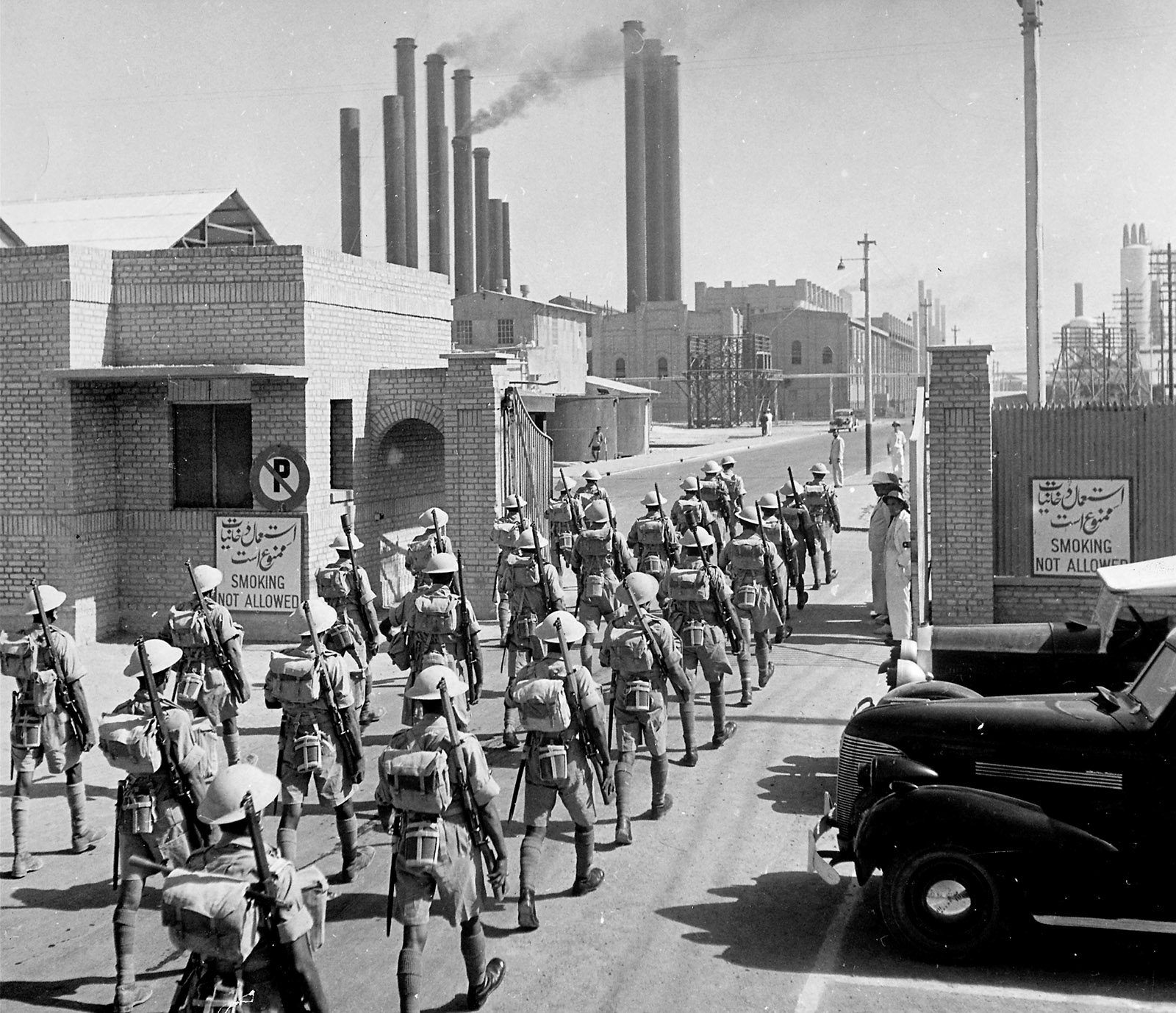
سربازان ارتش بریتانیا در حال ورود به پالایشگاه نفت آبادان در جریان جنگ اشغال ایران در جنگ جهانی دوم

در سال‌های جنگ جهانی اول، پالایشگاه آبادان به منظور دستیابی بیشتر به تهیه سوخت برای کشتی‌های جنگی، گسترش بیشتری یافت. در جنگ جهانی دوم نیز پالایشگاه آبادان به دلیل تهیه سوخت هواپیما به مقدار ۲۵ هزار بشکه در روز شهرت جهانی یافت، به‌طوری‌که تهیه سوخت مورد نیاز هواپیماهای متفقین سهم بسزایی در پیروزی‌های آن‌ها داشت.

## دلیل انتخاب آبادان
آبادان به این دلیل انتخاب شد چون دارای موقعیت بندرگاهی بود رودخانه‌های آب شیرین در مجاورت این شهر قرار داشتند و نزدیکی به خلیج فارس و چاه‌های تولید نفت کشور را می‌شود از عمده دلیل‌های انتخاب آبادان برای احداث این پالایشگاه دانست؛ و به‌طور کلی آبادان به دلیل نزدیکی به مناطق نفت‌خیز، قرار گرفتن در میان رودخانه‌های اروند و بهمن‌شیر، در فاصله ۷۱ کیلومتری خلیج فارس و قابل دسترسی به آب‌های آزاد دنیا انتخاب گردید.

## جنگ ایران و عراق
این پالایشگاه در خلال جنگ ایران و عراق به دلیل نزدیکی به مرزهای عراق، عملاً در میدان جنگ قرار داشت و امکان فعال‌سازی آن غیرممکن بود. کارگران این واحد تولیدی، تنها قادر بودند با چیدن بشکه‌های فلزی و ماسه، از تأسیسات پالایشگاه حفاظت کنند و با تخلیه مخازن عظیم نفتی آن، آن‌ها را از انفجار مصون نگه دارند.
پالایشگاه آبادان در جنگ ایران و عراق بخاطر وارد آمدن خسارات و صدمات شدید بسیاری از واحدها و دستگاه‌های خود را از دست داد این پالایشگاه پیش‌تر دارای چهار برج تقطیر هر یک با ظرفیت تقریبی ۱۰۰ هزار بشکه در روز، یک واحد تقطیر با ظرفیت ۱۳۰ هزار بشکه و دو واحد تقطیر در خلأ، هر یک با ظرفیت ۴۰ هزار بشکه و چندین واحد تولید فراورده و نیز حدود ۲۰۰ مخزن ذخیره مواد نفتی بوده است. در دوران جنگ بسیاری از این واحدها و بخش‌ها تخریب گردیدند. اما پس از تصویب قطعنامه ۵۹۸ شورای امنیت سازمان ملل متحد و برقراری آتش‌بس، عملیات بازسازی فاز اول این پالایشگاه با ظرفیت ۱۳۰ هزار بشکه در روز آغاز و در فروردین ماه ۱۳۶۸ واحد بازسازی شده تقطیر ۸۵ وارد مدار تولید شد. فراورده‌های تولیدی در این مرحله عبارتند از: گاز مایع، بنزین، نفت سفید، نفت گاز و نفت کوره سبک، گوگرد و ماده اولیه کارخانه‌های روغن‌سازی.

## وضعیت کنونی
پالایشگاه آبادان اکنون با تولید روزانه ۱۵ میلیون لیتر بنزین، به‌طور روزانه ۲۳ درصد کل بنزین و ۲۶ درصد بنزین پالایشگاهی ایران را تأمین می‌کند و همچنان بزرگ‌ترین پالایشگاه نفت ایران محسوب می‌شود. این پالایشگاه اکنون فراورده‌های زیر را تولید می‌کند: گاز مایع، بنزین، نفت سفید، نفت گاز، سوخت جت، نفت کوره، روغن‌موتور پایه، قیر، حلال‌های نفتی، گوگرد، نفتا و گاز همراه (خوراک پتروشیمی آبادان).

## شرکت‌های فعال در پالایشگاه آبادان
در حال حاضر شرکت‌های زیر در پالایشگاه آبادان فعالیت دارند:
1. شرکت نفت ایرانول: تولیدکننده روغن موتور، گریس و روان‌سازها
2. شرکت نفت پاسارگاد: تولیدکننده قیر

## حوادث
در تاریخ ۳ خرداد ۱۳۹۰ هنگام برگزاری مراسم افتتاح طرح بنزینسازی در فاز سه پالایشگاه آبادان با حضور محمود احمدی‌نژاد، رئیس‌جمهوری وقت، پس از خروج هیئت دولت، انفجاری در پالایشگاه روی داد، که به آتش‌سوزی، پخش گازهای سمی و کشته و زخمی‌شدن تعدادی از کارکنان پالایشگاه منجر شد. حمیدرضا کاتوزیان رئیس وقت کمیسیون انرژی مجلس شورای اسلامی در جمع خبرنگاران گفت: حادثه پالایشگاه آبادان به هیچ عنوان خرابکاری و عمدی نبوده و تنها به دلیل آماده نبودن پالایشگاه برای افتتاح بوده است. وی افزود: مسئولان پالایش و پخش نیز پیش از این، از احتمال وقوع حادثه در صورت افتتاح پالایشگاه در شرایط کنونی هشدار داده بودند، اما برخی رسانه‌ها (بی‌بی‌سی و رادیو فردا) این اتفاق را بزرگ جلوه دادند تا طرح ضربتی ایران برای تولید بنزین و مقابله با تحریم‌ها را غیرکارشناسی‌شده و شکست خورده تلقی کنند.
حوالی ظهر روز شنبه ۲۸ تیرماه ۱۴۰۴، آتش‌سوزی در واحد ۷۰ پالایشگاه رخ داد و منجر به فوت تعداد یک نفر از کارکنان پالایشگاه شد. در نتیجه این حادثه دود غلیظی بخش‌هایی از شهر آبادان را فرا گرفت.

## نیروگاه سوم پالایشگاه
نیروگاه سوم پالایشگاه آبادان یکی از منابع تأمین برق این پالایشگاه است. این نیروگاه از نوع گازی با ظرفیت تولید ۲۱۰ مگاوات است که شامل ۷ واحد گازی ۳۰ مگاواتی و ۵ دستگاه بویلر بازیاب حرارتی (HRSG)، هر یک با ظرفیت ۵۰ تن در ساعت است. نیروگاه سوم پالایشگاه آبادان با هدف تولید برق مطمئن و جایگزین مولدهای قدیمی و فرسوده این پالایشگاه به منظور پایداری تولید فراورده‌های نفتی، تأمین ۶ برق مصرفی فاز ۳ (واحد بنزین‌سازی کت کراکر جدید)، تولید بخار فشار بالای مورد نیاز فاز ۳ (واحد بنزین‌سازی کت کراکر جدید)، پروژه سیستم آب مدار بسته (توربین‌های بخاری برج خنک‌کننده) پالایشگاه و تأمین برق پروژه‌های آتی این شرکت در زمینی به ابعاد ۳ هکتار است.